# فيلومينوس من بئر يعقوب
الجديد في الشهداء فيلومينوس من بئر يعقوب، واسمه العلماني فيلومينوس سوفوكليس هاسابيس (باليونانية: Φιλούμενος Χασάπης أو Φιλούμενος ο Κύπριος أو Φιλούμενος Ορουντιώτης؛ بالإنجليزية: Philoumenos Sophocles Hasapis) كان قمصا في دير الروم الأرثوذكس في بئر يعقوب في نابلس. قُتل في 29 نوفمبر 1979 على يد رجل يهودي "مختل عقليا".
ولد فيلومينوس (سوفوكليس هاسابيس) يوم 15 أكتوبر 1913 في قرية أورونتا في مقاطعة مورفو، قبرص. مع بلوغه سن الرابعة عشرة، غادر هو وشقيقه التوأم (والذي سيصبح الأرشمندريت إلبيديوس في المستقبل) منزلهما ليترهبنا في دير ستافروفوني في قبرص أين مكثا 6 سنوات ليغادراه في النهاية إلى الأراضي المقدسة طلبا لمواصلة الحياة الرهبانية. رسم فيلومينوس كاهنا ونال ثقة بطريركية أورشليم.
ترقى لاحقا إلى رتبة أرشمندريت. وفي عام 1979، عين وصيا على دير بئر يعقوب للروم الأرثوذكس.

## الاستشهاد
في 29 نوفمبر 1979، أقدم آشير رابي (أو آشير ربيع) من تل أبيب (37 سنة) على إلقاء قنبلة يدوية في الدير. صرح المحققون أن فيلومينوس نجا من الانفجار والنار التي اندلعت عقبه، لكن المهاجم لم يكتف بإلحاق الأضرار الجسيمة في الدير بل طارد القديس وطعنه أكثر من مرة بفأس. ذكر المحققون أن فيلومينوس بدا وكأنه كان يحاول حماية وجهه بكفيه لما تسببت ضربة على رأسه ببتر إصبع من كل يد.
فر رابي من مكان الجريمة ولم تعثر الشرطة الإسرائيلية على أثر يقودها إليه حتى إذ قبض عليه يوم 17 نوفمبر 1982، أي بعد زهاء 3 سنوات من جريمته، ليتضح على إثر ذلك أن هجومه كان فرديا أي "بدون أي صلة أو توجيه من قبل كيان ديني أو سياسي".
يذكر أنه قبض عليه أثناء محاولته دخول الدير في بشكل غير مشروع عن طريق تسلق الجدار؛ حاملا قنابل يدوية. اعترف رابي للشرطة أخيرا بتفاصيل دقيقة عن جرائمه السابقة: قتل أخصائي أمراض نساء يهودي في تل أبيب (مارس 1979)، قتل عائلة سيدة منجمة في اللد (أبريل 1979)، قتل الأرشيمندريت فيلومينوس (نوفمبر 1979) والاعتداء على راهبة في الموقع المقدس لبئر يعقوب مما أسفر عن إصابتها بجروح خطيرة (أبريل 1982). وفقا للمدعين العامين، هوجمت هذه الأخيرة، كما أخصائي الأمراض النسائية، بفأس.
وُصف رابي، اليهودي المتدين حديثا، بأنه: متسخ، يرتدي ملابس رثة، ويتمتم بنصوص من الكتاب المقدس العبري بطريقة مسترابة.. وفقا للتقييمات النفسية؛ هو غير سليم عقليا حتى يحاكم. بعد ذلك، باشر في الالتزام بارتياد مستشفى للأمراض العقلية، وقيدت تحركاته اللاحقة من قبل السلطات. بعد جلسة استماع في المحكمة، صرح المدعي أن رابي كان مقتنعا تمام الاقتناع بأن الدير بني على أنقاض المعبد اليهودي، وأنه حاول قتل الراهبة "تلبية لأمر إلهي".
في بادئ الأمر، اعتقدت السلطات أن الدوافع وراء قتل فيلومينوس كانت هجوما بدافع الكراهية تجاه الجماعة المسيحية نفذته مجموعة من المستوطنين اليهود. وكنتيجة لهذه الحادثة؛ طغت "موجة من الكراهية ضد اليهود" في أوساط الشعب اليوناني حسب ما وصفت صحيفة معاريف الإسرائيلية. ظهرت تقارير في الصحف اليونانية تذكر أن مجموعة من "اليهود المتطرفين" قاموا بتعذيب فيلومينوس وقطعوا أصابع يده قبل أن يقتلوه. ونقلت معاريف أيضا عن مسؤول في بطريركية القدس للأرثوذكس قوله:
في مقال نشرته مجلة دراسات إسرائيل (بالإنجليزية: Israel Studies) عام 2017، استنكر الباحثان ديفيد غوريفيتش وييسكا هاراني مواصلة انتشار الروايات المغلوطة (ومفادها أن "المستوطنين من الصهاينة المتطرفين" هم الذين عذبوا الكاهن) حتى بعد إلقاء القبض على الجاني واحتجازه في مصحة عقلية، كما استهجنا استمرار الحديث عن "اتهامات بالاغتيال" في الرواية الشعبية، كذا في المصادر الأرثوذكسية الشرقية وبعض المصادر غير الدينية، بما في ذلك؛ قاموس بلاكويل للمسيحية الشرقية وموسوعة الصراع الإسرائيلي الفلسطيني وصحيفة المشاهد (بالإنجليزية: The Spectator) وملحق التايمز الأدبي (بالإنجليزية:Times Literary Supplement) إضافة إلى موسوعة ويكيبيديا.
أشار الباحثان كذلك أن رواية عام 1989 عن جريمة القتل، والتي قد نشرتها الكنيسة الروسية الأرثوذكسية في الخارج، كانت على خلاف الواقع، وهي كالآتي:

## التطويب
عام 2009، اعترفت بطريركية القدس الرومية الأرثوذكسية بفيلومينوس شهيدا مقدسا في الكنيسة الأرثوذكسية الشرقية، بعد إذ مرت ثلاثون سنة من استشهاده. واعتبرت صياغة إعلان بطريركية القدس "دقيقة" حسب الصحف الإسرائيلية: فالمؤسسة لم تشر إلى معتقد القاتل أو عرقيته؛ بل اكتفت بوصفه بـ"رجل دنيء" و"زائر متعصب لضد الأرثوذكسية" وأبنته:
دفن فيلومينوس في المقبرة الأرثوذكسية على جبل صهيون في القدس. وبعد أربع سنوات من دفنه، استخرج رفاته من قبل أعضاء الكنيسة الرومية في القدس، وشهدوا أن البطريرك آنذاك، ديودوروس، أكد أن الجسد "يفوح طيبا عطرا" وأن "أعضاءه التي لم يطلها نصل الفأس لم يصلها فساد". عام 2008، نقل رفاته من مدفنه على جبل صهيون إلى كنيسة المحج المعاد بناؤها في بئر يعقوب. وقد طيف بذخائر فيلومينوس إلى مواقع عدة، من ضمنها مسقط رأسه في أورونتا القبرصية. كما كرست، في 2004، كنيسة جديدة في العاصمة نيقوسيا لفيلومينوس. وفي عام 2010 أعلنت بطريركية موسكو عن قداسته هي الأخرى.
يعيد له في 29 نوفمبر أي تاريخ استشهاده وفقا للتقويم الغريغوري، وهو ما يوافق 16 نوفمبر في التقويم اليولياني.

## في الأثناء
في عام 2008، ظهرت تقارير مفادها تعليق أيقونة "معادية للسامية" في دير مكايراس القبرصي تظهر مشهدا "نمطيا" ليهودي أرثوذكسي متطرف حاملا فأسا وهو قاب قوسين أو أدنى من ضرب عنق فيلومينوس. على إثرها، تعهدت السلطات الكنسية في قبرص بإزالة الأيقونة. لكن وحتى سنة 2016، لم ينفذ ذلك.

## وصلات خارجية
- طروبارية القديس فيلومينوس
- أبوليتيكية القديس فيلومينوس